# Xã đặc quyền Raisin, Michigan
Xã Raisin (tiếng Anh: Raisin Township) là một xã thuộc quận Lenawee, tiểu bang Michigan, Hoa Kỳ. Năm 2010, dân số của xã này là 7.559 người.